# Alessandro Sperduti
Alessandro Sperduti (Roma, 8 luglio 1987) è un attore italiano.

## Biografia
Incomincia a recitare da bambino, partecipando ad alcuni spot pubblicitari, al videoclip T'innamorerò di Marina Rei. I suoi primi ruoli d'attore sono quelli nella miniserie televisiva Il tesoro di Damasco, regia di José María Sánchez, e nel cortometraggio Noi come loro, regia di Glauco Onorato, entrambi del 1998.
Lavora anche nel cinema dove esordisce nel 2002 con il film Heaven, regia di Tom Tykwer, ma soprattutto in numerose fiction televisive di successo, tra cui: Distretto di Polizia 1 e 2, Incantesimo 4 e Orgoglio capitolo secondo e terzo, Caterina e le sue figlie 2. Ha lavorato anche in alcuni film televisivi, ovvero fiction composte da una sola puntata: Fuga con Marlene, il film storico A testa alta - I martiri di Fiesole e il film religioso Le nozze di Laura.
Nel 2008 e nel 2009 è nel cast della prima e seconda stagione de I liceali, interpretando il ruolo di Valerio, un ragazzo omosessuale. Le due stagioni della miniserie sono andate in onda in anteprima su Joi di Mediaset Premium e in prima visione su Canale 5.
Nel 2016 partecipa alla serie I Medici, nel ruolo di Piero de' Medici. Dal 2018 recita nella serie Nero a metà, nel ruolo di Marco Cantabella.
Nel 2022 e 2024 è diretto da Claudio Amendola nei film I cassamortari e in Ari - Cassamortari. Tra i due film entra a far parte anche del cast di Dante, diretto da Pupi Avati.
Nel 2025 collabora nuovamente con il regista Pupi Avati, componendo il tema Barbara per la colonna sonora del film L'orto americano.
Partecipa inoltre a tre episodi della miniserie televisiva di Netflix Il Gattopardo, nel ruolo del colonnello Bombello.

## Filmografia

### Cinema
- Heaven, regia di Tom Tykwer (2002)
- Io sono David, regia di Paul Feig (2003)
- Prima dammi un bacio, regia di Ambrogio Lo Giudice (2003)
- La setta dei dannati, regia di Brian Helgeland (2003)
- Sbirri, regia di Roberto Burchielli (2009)
- Meno male che ci sei, regia di Luis Prieto (2009)
- Com'è bello far l'amore, regia di Fausto Brizzi (2012)
- Torneranno i prati, regia di Ermanno Olmi (2014)
- Un bacio, regia di Ivan Cotroneo (2016)
- La musica del silenzio, regia di Michael Radford (2017)
- Una questione privata, regia di Paolo e Vittorio Taviani (2017)
- Paolo - Apostolo di Cristo, regia di Andrew Hyatt (2018)
- Mollami, regia di Matteo Gentiloni (2019)
- Tre piani, regia di Nanni Moretti (2021)
- I cassamortari, regia di Claudio Amendola (2022)
- Dante, regia di Pupi Avati (2022)
- Ari-cassamortari, regia di Claudio Amendola (2024)

### Televisione
- Il tesoro di Damasco, regia di José María Sánchez – film TV (1998)
- Lui e lei 2 – serie TV (1999)
- Cristallo di rocca - Una storia di Natale, regia di Maurizio Zaccaro – film TV (1999)
- Distretto di Polizia – serie TV (2000)
- Vola Sciusciù, regia di Joseph Sargent – film TV (2000)
- Sarò il tuo giudice, regia di Gianluigi Calderone – film TV (2001)
- Incantesimo 4, regia di Alessandro Cane e Leandro Castellani – soap opera (2001)
- Distretto di Polizia 2 – serie TV (2001)
- Orgoglio capitolo secondo – serie TV (2004)
- Noi, regia di Peter Exacoustos – miniserie TV (2004)
- Orgoglio capitolo terzo – serie TV (2005)
- Fuga con Marlene, regia di Alfredo Peyretti – film TV (2007)
- Senza via d'uscita - Un amore spezzato, regia di Giorgio Serafini – miniserie TV (2007)
- Caterina e le sue figlie 2 – serie TV (2007)
- I liceali – serie TV, stagioni 1 e 2 (2008/2009)
- Le cose che restano, regia di Gianluca Maria Tavarelli – miniserie TV (2009)
- R.I.S. Roma 2 - Delitti imperfetti – serie TV, episodio 2x04 (2011)
- La fuga di Teresa, regia di Margarethe von Trotta – miniserie TV (2012)
- Un matrimonio, regia di Pupi Avati – miniserie TV (2014)
- A testa alta - I martiri di Fiesole, regia di Maurizio Zaccaro – film TV (2014)
- Sfida al cielo - La narcotici 2 – serie TV (2015)
- Le nozze di Laura, regia di Pupi Avati – film TV (2015)
- I Medici (Medici: Masters of Florence) – serie TV (2016)
- Nero a metà – serie TV (2018-in corso)
- Leonardo – miniserie TV, 5 episodi (2021)
- Il Gattopardo – miniserie TV, episodi 2-5-6 (2025)

### Cortometraggi
- Noi come loro, regia di Glauco Onorato (1998)
- Zona rossa, regia di Giorgia Farina (2007)
- Un giorno come tanti, regia di Alessio Pasqua (2011)

## Doppiaggio
- LEGO Batman - Il film, regia di Chris McKay (2017)

## Videoclip
- T'innamorerò di Marina Rei (1998)
- En e Xanax di Samuele Bersani (2013)

## Pubblicità
- Santa Lucia Galbani (1998)
- Acqua Rocchetta (1998)